# Historia de los judíos en España

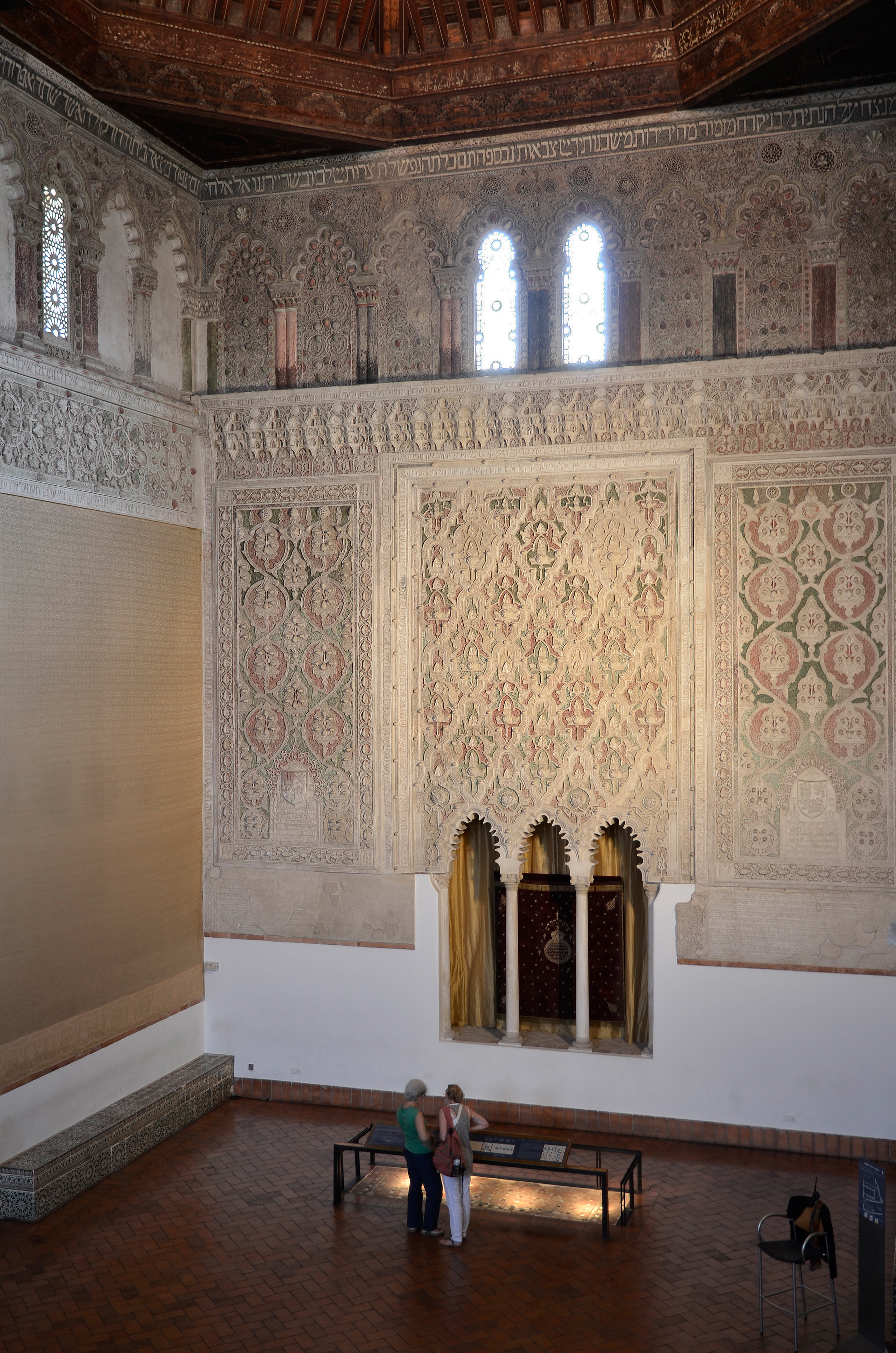
Interior de la sinagoga del Tránsito de Toledo

La historia de los judíos en España comienza en la Hispania romana. En la España medieval los judíos constituyeron una de las comunidades más prósperas de su historia, tanto bajo el dominio musulmán como, posteriormente, en los reinos cristianos, antes de que en 1492 fuesen expulsados por los Reyes Católicos tras la promulgación del Edicto de Granada.
En la actualidad no existe censo del número de judíos en España. Un estudio acometido en 2012 por Sergio della Pergola calculó tan solo 12 000 individuos; sin embargo, todas las demás fuentes, incluida la Federación de Comunidades Judías de España, calculan una comunidad de entre 40 000 y 50 000 personas.

## Edad Antigua

### Orígenes de la presencia judía en la península ibérica

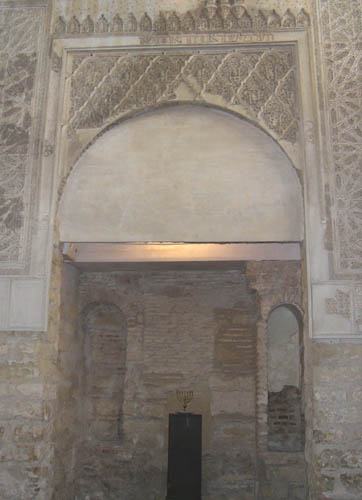
Sinagoga de Córdoba, del.

Algunos asocian el país bíblico de Tarsis, mencionado en los libros de Isaías, Jeremías, Ezequiel, Abdías, Primero de los Reyes y Jonás, con la antigua civilización de Tartessos o, al menos, con algún lugar de la península ibérica. Si esta identificación fuese correcta, el contacto de los judíos con la península ibérica se remontaría a la época de Salomón.
Parece claro, en cualquier caso, que el reino de Israel mantuvo relaciones comerciales con un lugar llamado Tarsis. En Ezequiel 27:12 así se dice: «Tarsis comerciaba contigo por la abundancia de todas tus riquezas, con plata, hierro, estaño y plomo a cambio de tus mercaderías». Igualmente se hace referencia a este comercio en 1Reyes 10:22: «Una vez cada tres años la flota de Tarsis venía y traía oro, plata, marfil, monos y pavos reales». Al describir el imperio comercial de Tiro, de oeste a este, Tarsis es el primer lugar que se cita (Ezequiel 27:12-14) y es asimismo el país lejano al que Jonás quiere ir para escapar de Dios (Jonás 1:3), lo que sugiere que el país de Tarsis se encontraba en el extremo occidental del Mediterráneo. Los fenicios, aliados de los israelitas en la época de Salomón, mantuvieron además una estrecha relación comercial con la península ibérica (la fundación de Gades, la futura Cádiz, suele datarse en el año 1100 a. C.). Todo ello deja abierta la posibilidad de que llegase a haber relación entre los israelitas y la península ibérica a comienzos del i milenio a. C., pero no ofrece prueba alguna que demuestre que haya ocurrido así. En Cádiz se encontró un sello que data de los siglos VIII o VII a. C., en el que hay una inscripción que según algunos autores sería antiguo hebreo, pero la mayoría de los investigadores consideran que se trata de fenicio.
Existen tradiciones según las cuales los primeros judíos llegaron a la península ibérica tras la caída del Primer Templo en 586 a. C. Sin embargo, se cree que tales tradiciones carecen de base histórica y que estaban encaminadas sobre todo a exculpar a los judíos peninsulares de la muerte de Jesús, una tesis confirmada por las recientes excavaciones arqueológicas en Cástulo, dirigidas por el Dr. Marcelo Castro, director del Conjunto Arqueológico de Cástulo, que han hallado evidencias arqueológicas que apuntan a una presencia judía en la zona que podría datarse entre los siglos IV y V, la más antigua de España, muy posterior al inicio de la era cristiana.

### Época romana
Hay evidencias de presencia judía en la Península que datan de la época romana, pero no se conoce la fecha exacta en que las primeras comunidades judías se instalaron en Hispania. En la Epístola a los romanos, Pablo de Tarso manifiesta su intención de ir a Hispania a predicar el evangelio (Romanos 15:24-28), lo cual podría ser un indicio de que existían entonces allí comunidades judías.
Algunas pruebas materiales de la presencia judía en la Península son dos inscripciones judías trilingües (hebreo, latín y griego) halladas en Tarragona y en Tortosa, cuya datación varía según los autores entre los siglos II a. C. y VI d. C. Del siglo III data probablemente la inscripción sepulcral hallada en Abdera (actual Adra) de una niña judía, llamada Salomonula. En la isla de Ibiza se ha encontrado un ánfora con caracteres hebreos que data al menos del siglo I.
El primer documento incontestable que prueba la existencia de comunidades judías en Hispania son los cánones del concilio de Elvira, celebrado por los cristianos de la península ibérica en Elvira (Ilíberis) a comienzos del siglo IV. En dichos cánones se demuestra no sólo que ya existían comunidades judías en Hispania, sino que se trataba de comunidades prósperas y que practicaban un activo proselitismo. La religión judaica se presenta como una seria competidora del cristianismo, que no es todavía la religión oficial del Imperio, y el concilio se propone combatir activamente sus avances. Cuatro de los 81 cánones se refieren a los judíos: los números 16, 49, 50 y 78. En el canon 16 se prohíbe a los cristianos contraer matrimonio con mujeres judías bajo pena de excomunión de cinco años. En el 49 se amenaza con la excomunión perpetua a los cristianos que hagan bendecir sus tierras por judíos, y el 50 prohíbe que miembros de las dos religiones se sienten a una misma mesa. Por último, el canon 78 sanciona con cinco años de excomunión al cristiano que cometa adulterio con una mujer judía.
En el mundo romano los judíos no eran considerados como una etnia, sino como un grupo religioso que allí donde se instalaba formaba comunidades relativamente autónomas —antecedentes de las aljamas medievales- gobernadas por un consejo propio y cuyos miembros solían vivir en un mismo barrio para estar cerca de la sinagoga, de las escuelas rabínicas o de las carnicerías y tiendas donde se abastecían de los alimentos preparados según las prescripciones de la ley mosaica. Los judíos, que no tenían ninguna dedicación profesional específica, gozaban del estatuto de religión autorizada (religio licita), aunque algunos romanos los miraban con recelo a causa de su monoteísmo y su dificultad para asimilarse al resto de la población a causa de sus costumbres religiosas.

## Edad Media

### Época visigoda
A comienzos del siglo VI se consolida en la península ibérica el dominio visigodo. Los visigodos, cristianos arrianos, no mostraron inicialmente ningún interés por perseguir a los judíos. El primer documento de la Hispania visigoda en que se les menciona es el Breviarium Alaricianum, compilado en las Galias por orden del rey Alarico II y promulgado en Tolosa en 506. Este cuerpo legislativo, recopilatorio de Derecho romano, imponía a los judíos las mismas restricciones que las leyes romanas, del Imperio ya católico, de los siglos IV y V: se les prohibían los matrimonios mixtos, la edificación de nuevas sinagogas o la posesión de esclavos cristianos, entre otras muchas cosas, y se castigaba duramente al cristiano que se convirtiese al judaísmo. Sin embargo, las leyes visigodas eran relativamente tolerantes[cita requerida], ya que se les permitía restaurar las sinagogas ya existentes y mantener sus propios tribunales para resolver asuntos religiosos, e incluso civiles[cita requerida]. Además, muchos historiadores [¿quién?]creen que estas leyes no fueron aplicadas con rigor.
La situación cambió cuando el rey Recaredo se convirtió al catolicismo, deseando la homogeneización religiosa de toda la península. Durante todo el siglo VII la monarquía visigoda, en estrecha colaboración con la Iglesia católica, adoptó una actitud beligerante contra las comunidades judías. Durante el reinado de Sisebuto, las leyes antijudías se endurecieron significativamente y se produjeron numerosas conversiones forzosas, lo que motivó que gran número de judíos abandonasen el reino, instalándose en el norte de África.
En los años siguientes, la situación se va haciendo cada vez más difícil para los judíos. Hacia los conversos, numerosos desde las persecuciones de Sisebuto, existía una gran desconfianza, y en 638, durante el reinado de Chintila, debieron hacer un juramento especial, denominado placitum, rechazando públicamente su antigua religión. La presión sobre los judíos que se mantenían fieles a su religión fue volviéndose cada vez más dura. El rey Égica, invocando una supuesta conspiración, dictaminó en el XVII Concilio de Toledo, en 694, la esclavitud de judíos y conversos, y persiguió con saña a ambas minorías hasta su muerte, en 702.

### Los judíos en Al-Ándalus

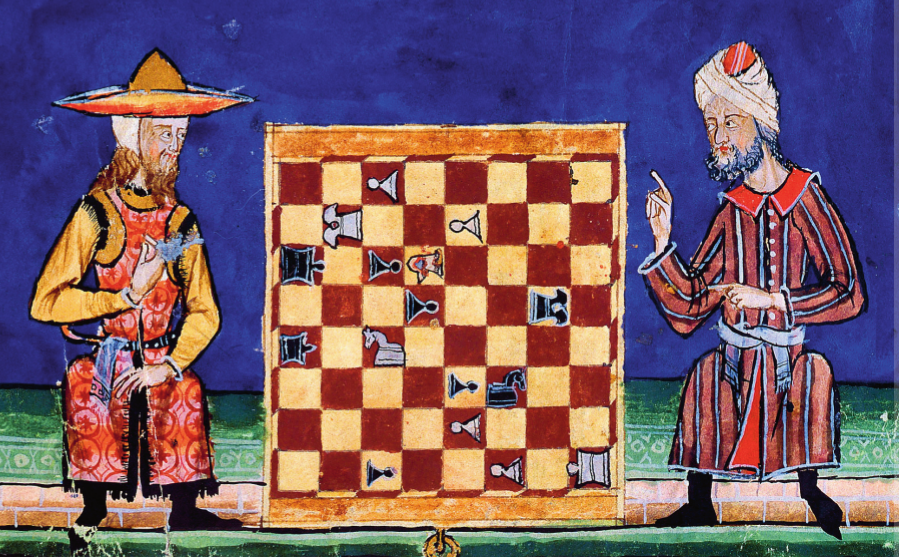
Miniatura del Libro del ajedrez, dados y tablas de Alfonso X el Sabio que representa a un judío (izquierda) y a un musulmán (derecha) jugando al ajedrez.

Para los judíos, la invasión musulmana de la península ibérica de 711 significó el fin de la persecución a la que habían sido sometidos por los monarcas visigodos y por la Iglesia católica. Sigue siendo objeto de debate si pidieron ayuda a los musulmanes del otro lado del estrecho de Gibraltar, pero está comprobado que los recibieron con los brazos abiertos y que colaboraron con ellos en la custodia de algunas ciudades, como Córdoba, Sevilla, Granada o Elvira, mientras los ejércitos de Tariq y de Musa seguían avanzando hacia el norte. A lo largo de la Edad Media se fue extendiendo en los reinos cristianos, no sólo en los peninsulares, el mito de la "traición" de los judíos aliados con los musulmanes para destruir a los cristianos —la creencia de que habían entregado Toledo estaba muy extendida—, mito que se intensificará durante las Cruzadas (1099-1291).
Los musulmanes, siguiendo las enseñanzas del Corán, consideraban que los cristianos y judíos, en tanto que "gentes del Libro", no debían ser convertidos a la fuerza al islam y eran merecedores de un trato especial, la dhimma. Los dhimmi (en árabe ذمّي , "protegidos") tenían garantizadas la vida, la propiedad de sus bienes y la libertad de culto, así como un alto grado de autonomía jurídica, que les permitía, por ejemplo, acudir a sus propios tribunales para dirimir los asuntos de sus comunidades.
Como contrapartida, estaban sujetos a impuestos extraordinarios, debían aceptar una situación social inferior y someterse a discriminaciones diversas, teniendo negado el acceso a la mayor parte de los cargos públicos: no podían, en concreto, acceder a funciones militares ni políticas en que tuvieran jurisdicción sobre musulmanes. El valor en tribunales musulmanes del testimonio de los dhimmis era inferior, al igual que la indemnización en los casos de venganzas de sangre. Las acusaciones de blasfemia contra los dhimmis eran habituales y el castigo era la muerte. Como no podían testificar en un tribunal para defenderse, debían convertirse para salvar la vida. El tabú matrimonial contra los dhimmís varones, que eran castigados con la muerte si mantenían relaciones sexuales o se casaban con una musulmana, además de las herencias, las discriminaciones en el vestido, en el uso de animales o en ciertos oficios, son otros ejemplos de esta discriminación institucionalizada en asuntos relevantes. Sin embargo, la aplicación rigurosa de la dhimma varió en función de las épocas y no siempre se cumplió con rigidez, como lo ilustra que varios judíos alcanzaran rangos prominentes en los Estados andalusíes.
La autonomía jurídica de que, como se ha dicho, disfrutaron los judíos en Al-Ándalus se concretó en la organización de sus comunidades en aljamas. Las aljamas eran las entidades autónomas en las que se agrupaban las comunidades judías de las diferentes localidades. Tenían sus propios magistrados y se regían por sus propias normas jurídicas, basadas en la Halajá. La institución de la aljama se trasladaría después a la España cristiana y permanecería vigente hasta el momento de la expulsión.
La situación de los judíos en Al-Ándalus no fue siempre igual. En general, se distinguen dos períodos bien diferenciados: antes y después del comienzo de las invasiones almorávides (en torno a 1086).
1. La primera etapa coincide con el Emirato independiente (756-912), el Califato de Córdoba (912-1031) y los primeros reinos de taifas (1031-1086). Fue el período de esplendor de la presencia judía en la España musulmana, especialmente a partir de la época de Abderramán III. Numerosos judíos alcanzaron un alto grado de relevancia económica y social, y la cultura hebrea, muy influida por la árabe, alcanzó su edad de oro -aunque historiadores como Joseph Pérez cuestionan el uso de esa expresión-.[14]

1. Con los almorávides, la situación de los judíos empeoró debido al rigorismo religioso de los nuevos dueños de Al-Ándalus,[15] aunque en ocasiones se aprovechó la capacidad intelectual de los estudiosos judíos en el cobro y administración de las rentas públicas, ocupando puestos de hacendistas, diplomáticos, etc… Llegando incluso a gobernadores y consejeros de los emires.[16][17] Con los almohades, la situación de los judíos se hizo aún más difícil. Esta dinastía, de origen africano, tenía una concepción del islam mucho más extremista, por lo que se mostró mucho menos «tolerante» hacia los judíos. Así, a partir del siglo XII la población judía inició un éxodo masivo: los mayores contingentes se refugiaron en los reinos cristianos del norte, cuyos monarcas estaban en plena actividad repobladora y precisaban del concurso de los recién llegados.

### Los judíos en los reinos cristianos

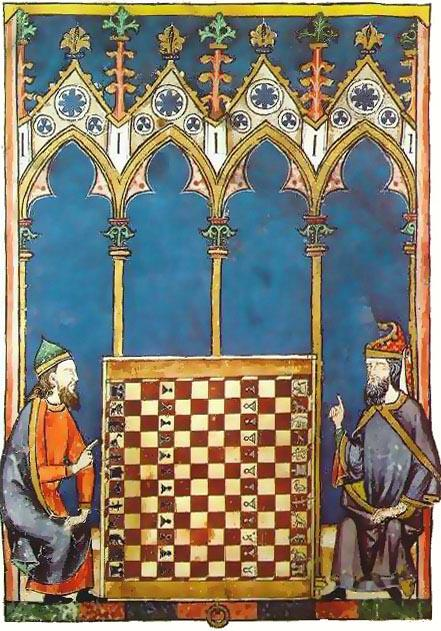
Hispanojudíos jugando al ajedrez. Libro de los juegos (1251-83), encargado por Alfonso X.

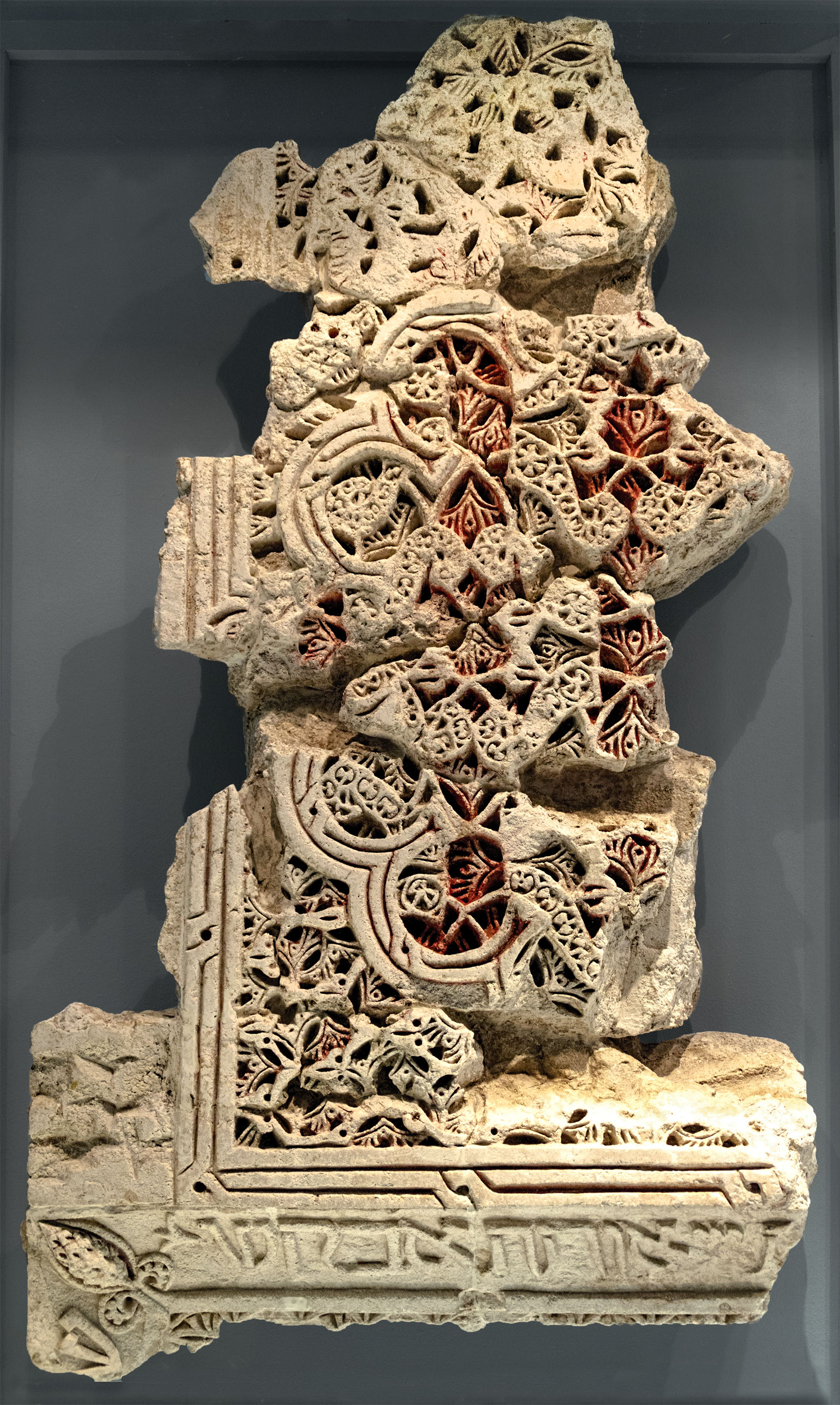
Yesería con inscripciones en hebreo del, procedente de Molina de Aragón y conservada en el Museo de Guadalajara.

En las cortes cristianas, ocurrían hechos que demuestran el papel de los judíos. Por ejemplo, el rey de Aragón, Jaime II, escribía a su hija:
"Filla, recibiemos vuestra carta... en razón del fillo que hauedes parido... Mas, filla, non fagades, como auedes acostumbrado, de criarlo a consello de judíos..."
Por otro lado, una inscripción hebrea en la sinagoga del Tránsito, de Toledo, reza así:
"El rey de Castilla ha engrandecido y exaltado a Samuel Leví; y ha elevado su trono por encima de todos los príncipes que están con él... Sin contar con él, nadie levanta mano ni pie".
El rey Fernando III El Santo, después de la toma de Sevilla, se afirmaba como rey de tres religiones.
En el plano cultural, el papel del judío dentro de las cortes castellanas fue el de transmisor de los conocimientos árabes. Gracias a él, en cortes como la de Alfonso X, junto con colaboradores árabes, se pudo llevar a cabo la enorme obra de recopilación, traducción y divulgación de todo el saber humano de la época (ver Escuela de traductores de Toledo).
Otro de los campos en el que la presencia judía fue indispensable fue el de la medicina. En efecto, sería inusitado encontrar la mención de un médico de la casa real que no fuera judío. Esto no impidió, sin embargo, que se redactaran decretos prohibiendo a los cristianos valerse de médicos judíos, cuyo incumplimiento, empezando por el rey mismo, era notorio.
El judío era además el encargado de recaudar tributos y el tesoro estatal. Su posición cerca del rey y de los nobles, así como de los prelados, era clave, lo cual explicaría el vacío posterior cuando ocurrió la expulsión. Esta posición fue la más delicada y difícil de mantener, pues si bien el judío era indispensable para la clase alta, era visto, en cambio, como explotador por la clase baja y se atraía su odio, lo cual podía ser aprovechado fácilmente por el clero para desatar persecuciones antisemitas. Los reyes defendieron la importancia del judío dentro de la economía estatal, e incluso el propio Fernando el Católico los apoyaba en 1481, diciendo que leyes que prohibieran algo a los judíos era como prohibírselo a él.
Avanzado el siglo XV, la persecución contra los judíos empezó a adquirir rasgos de ferocidad, y los reyes se encontraban impotentes para detenerla, pues se jugaban su popularidad. Además, la nobleza había emparentado, por motivos económicos principalmente, con los judíos y su posición se había debilitado. En el siglo XVI aparecen dos libros, el Libro verde de Aragón y El tizón de la nobleza de España, donde se especula y pone en entredicho la "pureza" del linaje cristiano en la nobleza española.

## Edad Moderna

### Antijudaísmo e Inquisición

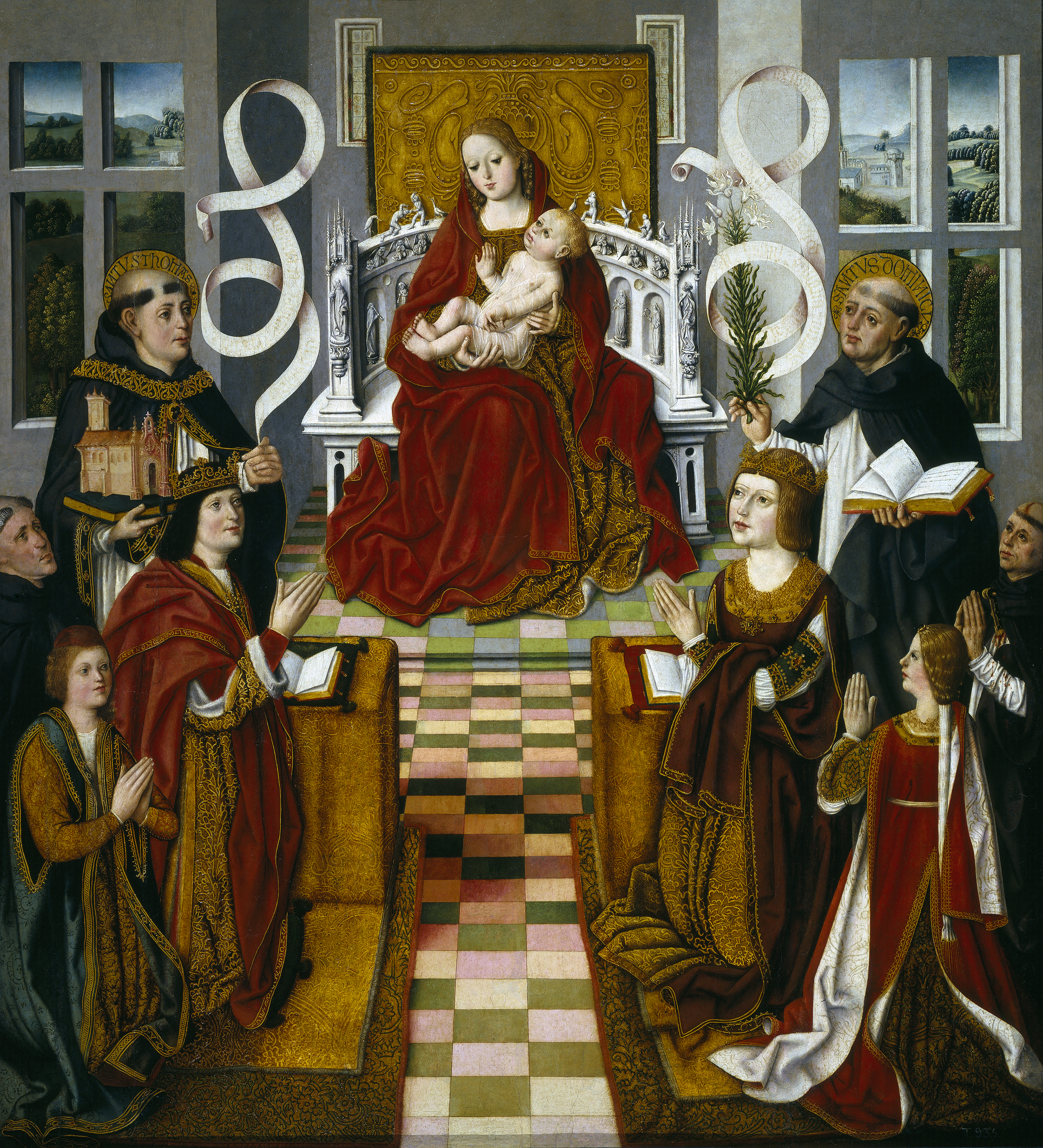
Cuadro Virgen de los Reyes Católicos en el que aparece arrodillado detrás del rey Fernando el Católico, el inquisidor general Tomás de Torquemada, y arrodillado detrás de la reina el inquisidor de Aragón Pedro de Arbués.

En el siglo XV el antijudaísmo se dirige hacia los judeoconversos, llamados "cristianos nuevos" por los "cristianos viejos" que se consideran a sí mismos como los verdaderos cristianos. Así cuando en Castilla entre 1449 y 1474 se vivió un período de dificultades económicas y de crisis política (especialmente durante la guerra civil del reinado de Enrique IV) estallaron revueltas populares contra los conversos, de las que la primera y más importante fue la que tuvo lugar en 1449 en Toledo, durante la cual se aprobó una Sentencia-Estatuto que prohibía el acceso a los cargos municipales de ningún confesso del linaje de los judíos —un antecedente de los estatutos de limpieza de sangre del siglo siguiente—.
Para justificar los ataques a los conversos se afirma que estos son falsos cristianos y que en realidad siguen practicando a escondidas la religión judía. Sin embargo, los conversos que judaizaban, según Joseph Pérez, eran una minoría aunque relativamente importante. Lo mismo afirma Henry Kamen que además señala que cuando se acusaba a un converso de judaizar, en muchas ocasiones las "pruebas" que se aportaban eran en realidad elementos culturales propios de su ascendencia judía —como considerar el sábado, no el domingo, como el día de descanso—, o la falta de conocimiento de la nueva fe —como no saber el credo o comer carne en Cuaresma—.
Cuando accede al trono Isabel I de Castilla en 1474, casada con el heredero de la Corona de Aragón, el futuro Fernando II de Aragón, el criptojudaísmo no se castigaba, "no, por cierto, por tolerancia o indiferencia, sino porque se carecía de instrumentos jurídicos apropiados para caracterizar este tipo de delito". Por eso cuando deciden afrontar el "problema converso", se dirigen al papa Sixto IV para que les autorice a nombrar inquisidores en sus reinos, lo que el pontífice les concede por la bula Exigit sincerae devotionis del 1 de noviembre de 1478. "Con la creación del tribunal de la Inquisición dispondrán las autoridades del instrumento y de los medios de investigación adecuados". Según Joseph Pérez, Fernando e Isabel "estaban convencidos de que la Inquisición obligaría a los conversos a integrarse definitivamente: el día en que todos los nuevos cristianos renunciaran al judaísmo, nada les distinguiría ya de los otros miembros del cuerpo social".

### Expulsión

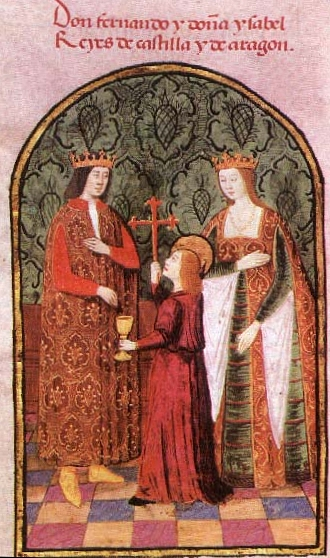
Isabel I de Castilla y Fernando II de Aragón.

En las Cortes de Madrigal de 1476, los Reyes Católicos recordaron que tenía que cumplirse lo dispuesto en el Ordenamiento de 1412 sobre los judíos, firmado por Catalina de Lancaster, madre de Juan II de Castilla, entonces menor de edad —prohibición de llevar vestidos de lujo; obligación de llevar una rodela bermeja en el hombro derecho; prohibición de ejercer cargos con autoridad sobre cristianos, de tener criados cristianos, de prestar dinero a interés usurario, etc.—. Cuatro años después, en las Cortes de Toledo de 1480 decidieron ir mucho más lejos para que se cumplieran estas normas: obligar a los judíos a vivir en barrios separados, de donde no podrían salir salvo de día para realizar sus ocupaciones profesionales. Así, a partir de esa fecha las juderías quedaron convertidas en guetos cercados por muros y los judíos fueron recluidos en ellos para evitar "confusión y daño de nuestra santa fe".
A petición de los inquisidores que comenzaron a actuar en Sevilla a finales de 1480, los reyes tomaron en 1483 otra decisión muy dura: expulsar a los judíos de Andalucía. Los inquisidores habían convencido a los monarcas de que no lograrían acabar con el criptojudaísmo si los conversos seguían manteniendo el contacto con los judíos.
El 31 de marzo de 1492, poco después de quedar finalizada la guerra de Granada —con la que se ponía fin al último reducto musulmán de la península ibérica—, los Reyes Católicos firmaron en Granada el decreto de expulsión de los judíos, aunque este no se haría público hasta finales del mes de abril. La iniciativa había partido de la Inquisición, cuyo inquisidor general Tomás de Torquemada fue encargado por los reyes de la redacción del decreto. En él se fijaba un plazo de cuatro meses, que acababa el 10 de agosto, para que los judíos abandonaran de forma definitiva la Corona de Aragón y la Corona de Castilla: «acordamos de mandar salir todos los judíos y judías de nuestros reinos y que jamás tornen ni vuelvan a ellos ni alguno de ellos». En el plazo fijado podrían vender sus bienes inmuebles y llevarse el producto de la venta en forma de letras de cambio —no en moneda acuñada o en oro y plata porque su salida estaba prohibida por la ley— o de mercaderías.

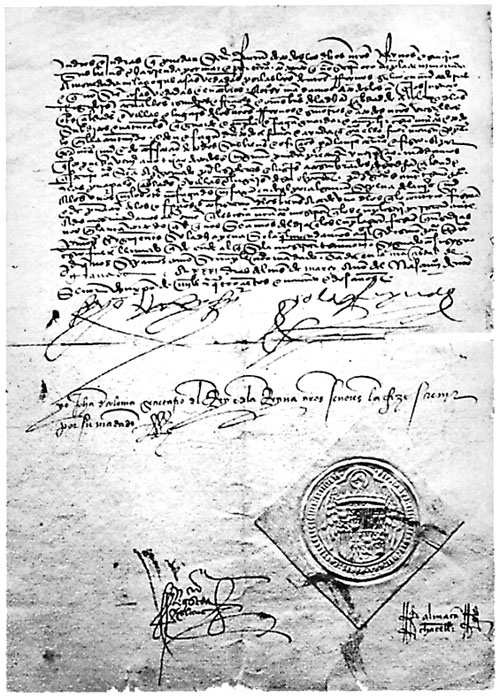
Copia sellada del Edicto de Granada.

Aunque en el edicto no se hacía referencia a una posible conversión, esta alternativa estaba implícita. Como ha destacado el historiador Luis Suárez, los judíos disponían de "cuatro meses para tomar la más terrible decisión de su vida: abandonar su fe para integrarse en él [en el reino, en la comunidad política y civil], o salir del territorio a fin de conservarla". De hecho durante los cuatro meses de plazo tácito que se dio para la conversión, muchos judíos se bautizaron, especialmente los ricos y los más cultos, y entre ellos la inmensa mayoría de los rabinos.
Los judíos que decidieron no convertirse, tuvieron que malvender sus bienes debido a que contaban con muy poco tiempo y hubieron de aceptar las cantidades a veces ridículas que les ofrecieron en forma de bienes que pudieran llevarse porque la salida de oro y de plata del reino estaba prohibida —la posibilidad de llevarse letras de cambio no les fue de mucha ayuda porque los banqueros, italianos en su mayoría, les exigieron enormes intereses—. También tuvieron graves dificultades para recuperar el dinero prestado a cristianos. Además debían hacerse cargo de todos los gastos del viaje —transporte, manutención, fletes de los barcos, peajes, etc.—.
En el decreto se explica que el motivo de la expulsión ha sido que los judíos servían de ejemplo e incitaban a los conversos a volver a las prácticas de su antigua religión. Al principio del mismo se dice: "Bien es sabido que en nuestros dominios, existen algunos malos cristianos que han judaizado y han cometido apostasía contra la santa fe Católica, siendo causa la mayoría por las relaciones entre judíos y cristianos".
Los historiadores han debatido extensamente sobre si, además de los motivos expuestos por los Reyes Católicos en el decreto, hubo otros. Se ha alcanzado cierto consenso en situar la expulsión en el contexto europeo y destacar que los Reyes Católicos en realidad fueron los últimos de los soberanos de los grandes Estados europeos occidentales en decretar la expulsión —el reino de Inglaterra lo hizo en 1290, el reino de Francia en 1394—. El objetivo de todos ellos era lograr la unidad de fe en sus Estados, un principio que quedará definido en el siglo XVI con la fórmula "cuius regio, eius religio", que los súbditos deben profesar la misma religión que su príncipe. Así pues, como ha destacado Joseph Pérez, con la expulsión "se pone fin a una situación original en la Europa cristiana: la de una nación que consiente la presencia de comunidades religiosas distintas". "Lo que se pretendió entonces fue asimilar completamente a judaizantes y judíos para que no existieran más que cristianos. Los reyes debieron pensar que la perspectiva de la expulsión animaría a los judíos a convertirse masivamente y que así una paulatina asimilación acabaría con los restos del judaísmo. Se equivocaron en esto. Una amplia proporción prefirió marcharse, con todo lo que ello suponía de desgarramientos, sacrificios y vejaciones, y seguir fiel a su fe. Se negaron rotundamente a la asimilación que se les ofrecía como alternativa".
El número de judíos expulsados sigue siendo objeto de controversia. Las cifras han oscilado entre los 45 000 y los 350 000, aunque las investigaciones más recientes, según Joseph Pérez, la sitúan en torno a los 50 000, teniendo en cuenta los miles de judíos que después de marcharse regresaron a causa del maltrato que sufrieron en algunos lugares de acogida, como en Fez, Marruecos. Julio Valdeón, citando también las últimas investigaciones, sitúa la cifra entre los 70 000 y los 100 000, de los que entre 50 000 y 80 000 procederían de la Corona de Castilla, aunque en estos números no se contabilizan los retornados.
Como ha destacado Joseph Pérez, "en 1492 termina, pues, la historia del judaísmo español, que sólo llevará en adelante una existencia subterránea, siempre amenazada por el aparato inquisitorial y la suspicacia de una opinión pública que veía en judíos, judaizantes e incluso conversos sinceros a unos enemigos naturales del catolicismo y de la idiosincrasia española, tal como la entendieron e impusieron algunos responsables eclesiásticos e intelectuales, en una actitud que rayaba en el racismo".

### Los sefardíes
La mayoría de los judíos españoles expulsados se instalaron en el norte de África, a veces vía Portugal, o en los países cercanos, como el reino de Portugal, el reino de Navarra o en los Estados italianos —donde paradójicamente muchos presumieron de ser españoles, de ahí que en el siglo XVI los españoles en Italia fueran frecuentemente asimilados a judíos—. Como de los dos primeros reinos también se les expulsó pocos años más tarde, en 1497 y en 1498, respectivamente, tuvieron que emigrar de nuevo. Los de Navarra se instalaron en Bayona en su mayoría. Y los de Portugal acabaron en el norte de Europa (Inglaterra o Flandes). En el norte de África, los que fueron al reino de Fez sufrieron todo tipo de maltratos y fueron expoliados, incluso por los judíos que vivían allí desde hacía mucho tiempo —de ahí que muchos optaran por regresar y bautizarse—. De esta época data la primera comunidad de judíos sefarditas asentados en Melilla. Los que corrieron mejor suerte fueron los que se instalaron en los territorios del Imperio otomano, tanto en el norte de África y en Oriente Próximo, como en los Balcanes —después de haber pasado por Italia—. El sultán Bayaceto II dio órdenes para que fueran bien acogidos y su sucesor Solimán el Magnífico exclamó en una ocasión refiriéndose al rey Fernando: "¿A éste le llamáis rey que empobrece sus Estados para enriquecer los míos?". Este mismo sultán le comentó al embajador enviado por Carlos V "que se maravillaba que hubiesen echado los judíos de Castilla, pues era echar la riqueza"-.
Como algunos judíos identificaban España, la península ibérica, con la Sefarad bíblica, los judíos expulsados por los Reyes Católicos recibieron el nombre de sefardíes. Estos, además de su religión, "guardaron asimismo muchas de sus costumbres ancestrales y particularmente conservaron hasta nuestros días el uso de la lengua española, una lengua que, desde luego, no es exactamente la que se hablaba en la España del siglo XV: como toda lengua viva, evolucionó y sufrió con el paso del tiempo alteraciones notables, aunque las estructuras y características esenciales siguieron siendo las del castellano bajomedieval. […] Los sefardíes nunca se olvidaron de la tierra de sus padres, abrigando para ella sentimientos encontrados: por una parte, el rencor por los trágicos acontecimientos de 1492; por otra parte, andando el tiempo, la nostalgia de la patria perdida…".

## Edad Contemporánea
A pesar de no haber contado con una comunidad judía durante siglos, el antisemitismo estuvo latente en la cultura de España. La imagen estereotipada del judío se mantuvo presente en gran medida producto de la política judeofóbica de la Iglesia. Instituciones como la Inquisición y los estatutos de limpieza de sangre no desaparecieron oficialmente hasta fechas muy tardías. La Inquisición fue abolida en 1813 por las Cortes de Cádiz, pero restaurada posteriormente por Fernando VII, y no desapareció por completo hasta el 15 de julio de 1834, durante la regencia de María Cristina. Los estatutos de limpieza de sangre no desaparecieron por completo hasta la ley de 15 de mayo de 1865, a pesar de que ya la Constitución de 1837 afirmaba que todos los españoles podían ser elegidos para ocupar cargos públicos. Por fin, en 1869, el artículo 21 de la nueva Constitución reconocía por primera vez formalmente la libertad de culto. Al terminar la guerra de África una comunidad de judíos procedentes de Tetuán se instaló en Melilla, y sería clave en la vida económica de la ciudad a principios del siglo XX.

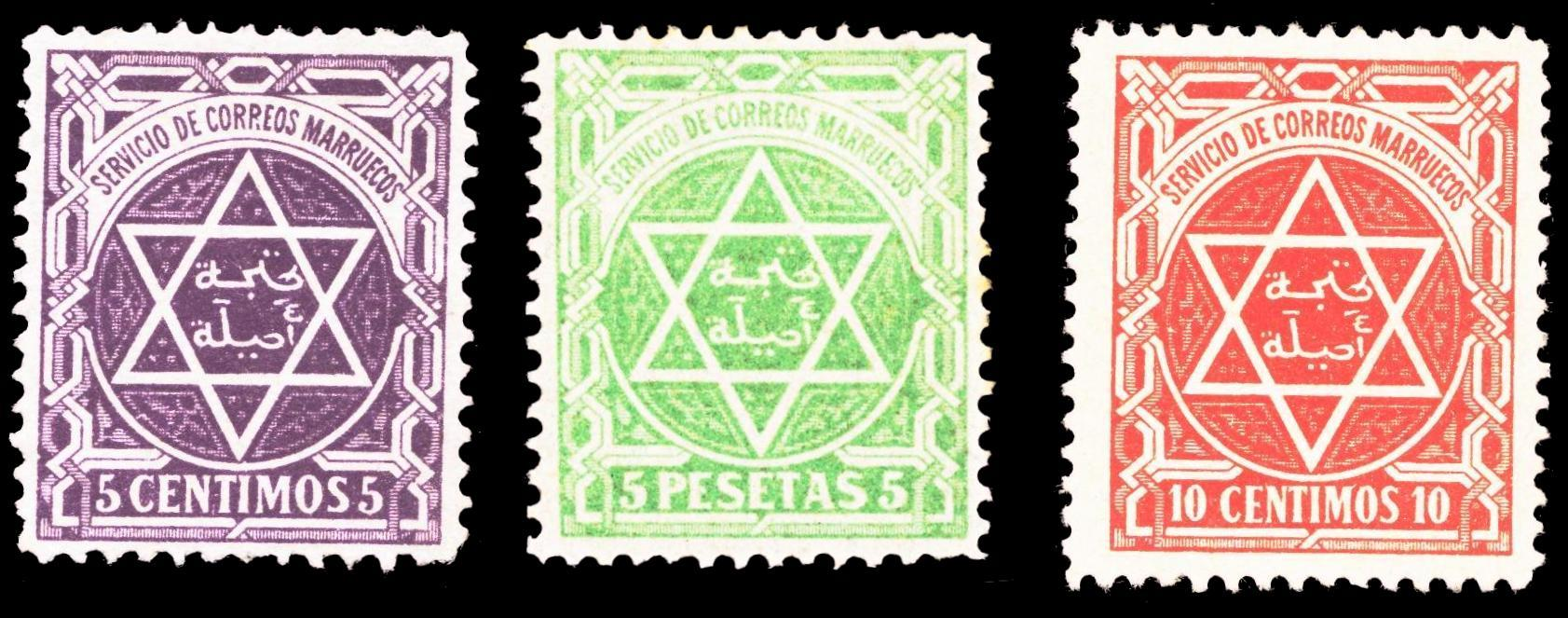
Emisión de sellos del Marruecos español (1911-1956) Entre las obras culturales de esta época de puede señalar el Instituto Rabínico Maimónides de Tetuán (1946).

El senador Ángel Pulido Fernández promovió a partir de 1904 una campaña filosefardí que tenía por objetivo establecer lazos con España de las comunidades judías europeas y del norte de África formadas por descendientes de los expulsados en 1492 por los Reyes Católicos.
En 1910, bajo el patrocinio de Alfonso XIII fue creada la Unión Hispano-Hebrea con el fin de reconciliar a los sefardíes con España. En el Protectorado español de Marruecos se suscribieron 4000 personas. Con el patrocinio real se fundaron algunas escuelas para niños sefardíes en Marruecos, y en los Balcanes se dieron ayudas para cátedras de español.
En 1915 se creó en Madrid la primera cátedra de Hebreo para el profesor Abraham Yahuda.
Durante la Primera Guerra Mundial vinieron numerosos judíos a España y fue el momento de mayor exaltación de la campaña iniciada por Pulido. En 1916, un grupo de intelectuales y políticos liberales, entre los que se encontraba el líder sionista Max Nordau, que había sido expulsado de Francia, pidió al rey intervenir en favor de los sefardíes de Palestina, amenazados por la política antisemita del gobierno turco.
En 1920, por iniciativa de Pulido, fue fundada la Casa Universal de los Sefardíes.
Durante los años 1920, el gobierno español inició una política de acercamiento a la comunidad sefardí, la cual fue continuada, con altibajos, por los sucesivos gobiernos hasta la caída de la Segunda República. Durante la dictadura de Primo de Rivera, un decreto de 20 de diciembre de 1924 ofreció a los miembros de esta comunidad la posibilidad de adquirir la nacionalidad española, aunque sólo unos pocos judíos, sobre todo de Tesalónica, pudieron acogerse a esta oferta. Años más tarde, durante la Segunda Guerra Mundial, este decreto fue usado por el embajador español franquista en Hungría, Ángel Sanz-Briz, quien actuó independientemente del gobierno franquista para el rescate de cientos de judíos, amparándose en su origen español, aun cuando la mayoría de ellos no lo eran. En 1954 se construye la sinagoga de la Comunidad Israelita de Barcelona. Simbólicamente, el decreto de expulsión de 1492 fue formalmente revocado el 16 de diciembre de 1968, tras el Concilio Vaticano II.

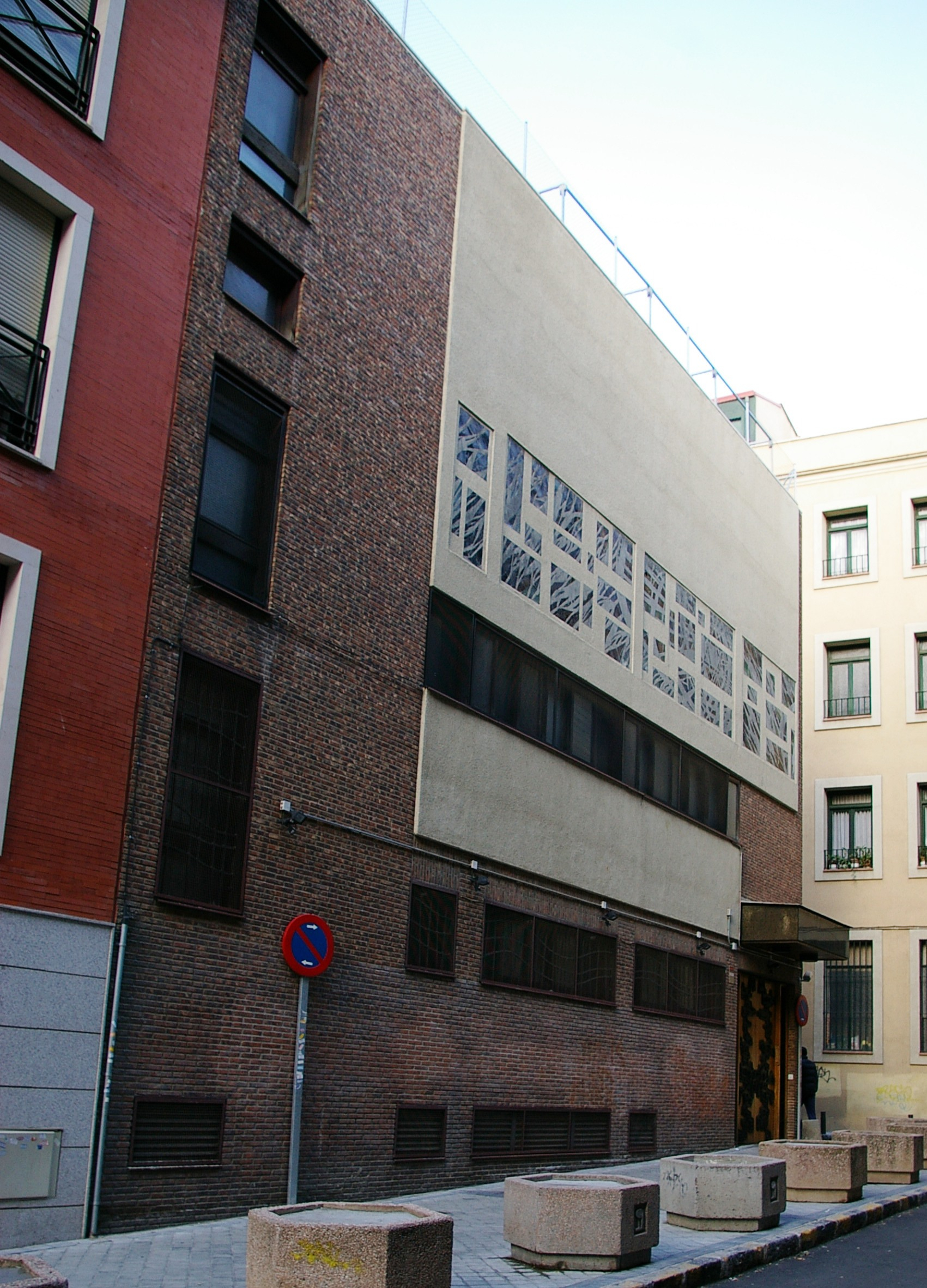
Moderna sinagoga en Madrid.

El regreso de la democracia no garantizó, sin embargo, la desaparición de la judeofobia en la cultura española. Si bien el número de miembros de la comunidad judía en España es muy reducido, tanto en cantidad como en porcentaje relativo a la población total, el antisemitismo sigue vivo en amplios sectores de la sociedad, fomentado muchas veces desde los diferentes medios de comunicación. La crisis económica que vive España desde 2009 agravó aún más esa situación; resultados de diferentes encuestas demuestran que un tercio de los españoles siente rechazo hacia los judíos. En 2015 se aprobó una Ley que concedía la nacionalidad española a los sefardíes, posibilitando la adquisición de la nacionalidad española por los sefardíes descendientes de los judíos expulsados de España en el siglo XV. A esta Ley se acogieron cerca de 4300 personas.
De acuerdo con el Observatorio de Antisemitismo, tras el inicio de la guerra de Gaza el antisemitismo en España ha aumentado de tal forma que en 2024 los ataques antisemitas se incrementaron un 321% respecto de 2023. Está tendencia se advierte en todos los países de la Unión Europa, de tal forma que el 96% de los judíos de la UE han manifestado experimentar antisemitismo en una encuesta de la Agencia de los Derechos Fundamentales de la Unión Europea de 2024.  Yolanda Díaz (vicepresidenta segunda del Gobierno y líder del partido de izquierdas Sumar) utilizó en 2024 durante una comparecencia pública el lema propalestino (Palestina será libre desde el río hasta el mar), un lema que utilizan muchos grupos propalestinos  incluido Hamás y que según la embajadora de Israel en España, Rodica Radian-Gordon, «implica la destrucción del Estado de Israel».